# Revolution Studios
Revolution Studios é uma produtora cinematográfica estadunidense, liderada pelo diretor executivo Vince Totino e pelo diretor operacional Scott Hemming.
A empresa se concentra principalmente na exploração dos direitos de distribuição, refilmagem e sequela de títulos em sua biblioteca, os quais continua a adicionar através de aquisições e novas produções.

## História da empresa
O Revolution foi fundado em 2000 por Joe Roth, ex-presidente dos Walt Disney Studios, Caravan Pictures e 20th Century Fox. O estúdio firmou um acordo com a Sony Pictures Entertainment - que também detinha uma participação na empresa - para distribuir e mercado dos filmes da Revolution. Roth possuía o controle da Revolução. Outros acionistas incluem executivos de Hollywood Todd Garner, Rob Moore, Tom Sherak e Elaine Goldsmith-Thomas, além de Starz Entertainment e Raposa do século XX.
Coincidindo com o final de seu contrato de distribuição de seis anos com a Sony em 2007, o Revolution voltou sua atenção para explorar os direitos de remake, sequela e televisão dos filmes em sua biblioteca.
Em agosto de 2006, o Revolution anunciou que havia licenciado para Universal Pictures os direitos de sequela de seu sucesso inspirado em quadrinhos  Hellboy  (2004).